# Sasebi
Sasebi (Damaliscus) – rodzaj ssaków z podrodziny antylop (Antilopinae) w obrębie rodziny wołowatych (Bovidae). 

## Rozmieszczenie geograficzne
Rodzaj obejmuje gatunki zamieszkujące Afrykę.

## Morfologia
Długość ciała 140–268 cm, ogona 30–45 cm, wysokość w kłębie 90–134 cm; masa ciała samic 56–139 kg, samców 68–168 kg.

## Systematyka
Rodzaj zdefiniowali w 1894 roku angielscy zoolodzy Philip Lutley Sclater & Oldfield Thomas w pierwszej części publikacji swojego autorstwa zatytułowanej Księga antylopref name="Sclater&Thomas" />. Gatunkiem typowym jest (oryginalne oznaczenie) sasebi przylądkowy (D. pygargus).

### Etymologia
- Damalis: gr. δαμαλις damalis ‘młoda krowa, jałówka’[8]. Gatunek typowy: Gray wymienił kilka gatunków – Antilope lunata Burchell, 1823, Antilope pygargus Pallas, 1767, Antilope albifrons Burchell, 1824 (= Antilope pygargus Pallas, 1767), Antilope zebra J.E. Gray, 1838,  Antilope koba Erxleben, 1777 (= Antilope buselaphus Pallas, 1766) i Antilope senegalensis Children, 1826 (= Antilope lunata Burchell, 1823) – z których gatunkiem typowym jest Antilope lunata Burchell, 1823.
- Damaliscus: rodzaj Damalis C.H. Smith, 1827 (bawolec); łac. przyrostek zdrabniający iscus[8].

### Podział systematyczny
W zależności od ujęcia systematycznego do rodzaju zalicza się 2 (D. pygargus i D. lunatus), 4 (D. pygargus, D. lunatus, D. superstes i D. korrigum) lub 11 (D. pygargus, D. phillipsi, D. lunatus, D. superstes, D. korrigum, D. tiang, D. ugandae, D. eurus, D. jimela, †D. selousi i D. topi) występujących współcześnie gatunków; tutaj klasyfikacja za Mammals Diversity Database i All the Mammals of the World (2023): 
| Grafika | Gatunek             | Autor i rok opisu | Nazwa zwyczajowa   | Podgatunki                      | Rozmieszczenie geograficzne | Podstawowe wymiary                           | Status IUCN |
| ------- | ------------------- | ----------------- | ------------------ | ------------------------------- | --- | -------------------------------------------- | ----------- |
|         | Damaliscus pygargus | (Pallas, 1767)    | sasebi przylądkowy | 2 podgatunki                    | Południowa Afryka (Prowincja Przylądkowa Wschodnia na północ od Karru i KwaZulu-Natal na północ do granicy z Botswaną, rozłączona populacja w południowej Prowincji Przylądkowej Zachodniej); introdukowany do Zimbabwe, Namibii i wschodniej Botswany; zakres wysokości: 0–2000 m n.p.m. | DC: 140–160 cm DO: 30–45 cm MC: 56–86 kg     | LC          |
|         | Damaliscus lunatus  | (Burchell, 1823)  | sasebi właściwy    | 9 podgatunków (w tym 1 wymarły) | bardzo rozdrobniony od Burkina Faso i Ghany do wschodniego Czadu, północnej Republiki Środkowoafrykańskiej, wschodniego Sudanu, południowo-zachodniej Etiopii i przybrzeżnej Somalii na południe do południowej Demokratycznej Republiki Konga, wschodniej Angoli, północno-wschodniej Namibii, północnej Botswany i północno-wschodniej Południowej Afryki; zakres wysokości: 0–1700 m n.p.m. | DC: 185–223 cm DO: około 45 cm MC: 90–168 kg | LC          |

Kategorie IUCN:  LC  – gatunek najmniejszej troski.
Opisano również kilka gatunków wymarłych w czasach prehistorycznych:
- Damaliscus ademassui Vrba, 1997[11] (późny pliocen)
- Damaliscus agelaius A.W. Gentry & A. Gentry, 1978[12] (późny pliocen–środkowy plejstocen)
- Damaliscus cuiculi Arambourg, 1979[13] (późny pliocen)
- Damaliscus eppsi Harris, 1991[14] (późny pliocen–wczesny plejstocen)
- Damaliscus gentryi Vrba, 1977[15] (późny pliocen)
- Damaliscus hypsodon Faith, Potts, Plummer, Bishop, Marean & Tryon, 2012[16] (środkowy i późny plejstocen)
- Damaliscus niro (Hopwood, 1936)[17] (środkowy plejstocen)
- Damaliscus strepsiceras Geraads, 2004[18] (wczesny plejstocen)